# E66 (európai út)
Az E66-os jelű út egyike az európai úthálózat nyugat–keleti irányú összekötő útjainak, mely Fortezza nevű olaszországi településtől indul és Ausztrián, majd Magyarországon keresztül Ceglédig tart, összesen több, mint 800 km hosszan. A közlekedési folyosó az észak-déli E45-ös európai út és a nyugat–keleti E60-as európai út között teremt kapcsolatot. A közlekedési folyosó gyorsforgalmi út és főút típusú szakaszokat is tartalmaz.

## Nyomvonala
Az út a dél-tiroli Franzensfeste (Fortezza) és Brixen (Bressanone) között ágazik ki az észak-déli irányú SS12-es olaszországi autópályából (mely az E45-ös európai út része), majd Dél-Tirolon keresztül a Puster-völgyben halad felfelé Bruneck (Brunico) és Toblach (Dobbiaco) településeket érintve. Toblachtól a Puster-völgy a Dráva folyó felső völgyében folytatódik, az út innen lefelé haladva éri el az olasz–osztrák határt Winnebach (Prato alla Drava) községnél.
Ausztriában az út Arnbachtól kezdve a Dráva völgyét (az Alsó-Puster-völgyet) követve érinti a kelet-tiroli Lienz és a karintiai Spittal an der Drau településeket, innentől az osztrák A10-es autópályán, majd Villachtól az A2-es autópályán halad keleti irányba Klagenfurt és Graz érintésével. Az osztrák-magyar határt Rábakeresztúrnál és Rábafüzesnél éri el.
Magyarországon az M80-as autóúton és a 8-as főúton Veszprém érintésével jut el Székesfehérvárig, ahol az M7-es autópályába csatlakozik, mely az E71-es európai út része. Innen a 62-es főúton éri el Dunaújvárost. Az M6-os és M8-as autópályán keresztül halad át a Dunán, majd az 51-es és az 52-es főúton éri el Kecskemétnél az M5-ös autópályát. A kecskeméti elkerülőről a 441-es főúton észak felé haladva éri el Ceglédet, ahol az M4-es autóútba csatlakozik, mely az E60-as európai út része.

## Fejlesztése
Ausztriában jelenleg építés alatt áll az S7-es gyorsforgalmi út, mely az osztrák A2-es autópálya és a magyar határ között biztosít majd gyorsabb kapcsolatot.
Magyarországon a 8-as főút több rövidebb szakasza fejlesztés alatt áll, melynek során a kétsávos út 2×2 forgalmi sávval rendelkező osztott pályás úttá alakul, 110 km/órás megengedett sebességgel.
2012 októberében Magyarország kezdeményezte az E66-os európai út nyomvonalának meghosszabbítását Székesfehérvártól Dunaújváros és Kecskemét érintésével Szolnokig, a tervezett M8-as autópálya nyomvonalát felhasználva. Ezzel az E66-os út az M4-es autóútba csatlakozna be, mely az E60-as közlekedési folyosó része. A 2020-ig tartó fejlesztési időszakra azonban nem volt betervezve az M8-as autópálya építése, így a vele párhuzamosan haladó főutakon hosszabbították meg az utat.